# Fontána Manzla
Fontána Manzla byl objekt skládající se z fontánového bazénu navrchu Otto Rietha a neexistující figurální kompozice Ludwiga Manzla, která byla umístěna na Tobruckém náměstí, na křižovatce současných ulic Dworcowé a Nowé ve Štětíně (Západopomořanské vojvodství, Polsko). V současné době je na tomto místě pomník s kotvou.
Fontána byla odhalena 23. září 1898 za přítomnosti císaře Viléma II (ve spojení se slavnostním otevřením východního doku v bezcelním přístavu na ostrově Łasztownia). Byl postaven bronzový odlitek na červeném pískovcovém podstavci na památku nové vodní cesty a otevření bezcelního přístavu. Figurální skupina byla složena z ženské postavy opřené o kotvu a držící plachtu, mytologického obchodního božstva - Merkura, námořníků v lodi a mořských božstev. Skupina byla umístěna na skále, pod níž nacházel se bazén.
Socha byla ztracena během druhé světové války. Její osud není znám. Předpokládá se, že v roce 1942 byl Němci rozebrán a skrytý nebo někde roztavený pro válečné účely. V posledních letech proběhlá diskuse o obnovení fontány Manzla.